# Charbonnières-les-Sapins
Charbonnières-les-Sapins és un municipi francès situat al departament del Doubs i a la regió de Borgonya - Franc Comtat. L'any 2007 tenia 195 habitants.

## Demografia

### Població
El 2007 la població de fet de Charbonnières-les-Sapins era de 195 persones. Hi havia 72 famílies de les quals 16 eren unipersonals (4 homes vivint sols i 12 dones vivint soles), 24 parelles sense fills, 28 parelles amb fills i 4 famílies monoparentals amb fills.
La població ha evolucionat segons el següent gràfic:
Habitants censats

### Habitatges
El 2007 hi havia 77 habitatges, 70 eren l'habitatge principal de la família, 4 eren segones residències i 3 estaven desocupats. 66 eren cases i 10 eren apartaments. Dels 70 habitatges principals, 56 estaven ocupats pels seus propietaris, 11 estaven llogats i ocupats pels llogaters i 3 estaven cedits a títol gratuït; 6 tenien dues cambres, 7 en tenien tres, 15 en tenien quatre i 42 en tenien cinc o més. 64 habitatges disposaven pel capbaix d'una plaça de pàrquing. A 33 habitatges hi havia un automòbil i a 34 n'hi havia dos o més.

### Piràmide de població
La piràmide de població per edats i sexe el 2009 era:
| Homes | Edats   | Dones |
| ----- | ------- | ----- |
| 0     | 95 o +  | 0     |
| 0     | 90 a 94 | 0     |
| 0     | 85 a 89 | 2     |
| 1     | 80 a 84 | 2     |
| 1     | 75 a 79 | 2     |
| 2     | 70 a 74 | 5     |
| 3     | 65 a 69 | 3     |
| 7     | 60 a 64 | 3     |
| 2     | 55 a 59 | 6     |
| 6     | 50 a 54 | 6     |
| 4     | 45 a 49 | 1     |
| 5     | 40 a 44 | 7     |
| 8     | 35 a 39 | 8     |
| 8     | 30 a 34 | 6     |
| 2     | 25 a 29 | 3     |
| 6     | 20 a 24 | 3     |
| 4     | 15 a 19 | 7     |
| 6     | 10 a 14 | 5     |
| 6     | 5 a 9   | 13    |
| 4     | 0 a 4   | 2     |

## Economia
El 2007 la població en edat de treballar era de 131 persones, 103 eren actives i 28 eren inactives. De les 103 persones actives 99 estaven ocupades (49 homes i 50 dones) i 4 estaven aturades (3 homes i 1 dona). De les 28 persones inactives 10 estaven jubilades, 14 estaven estudiant i 4 estaven classificades com a «altres inactius».

### Ingressos
El 2009 a Charbonnières-les-Sapins hi havia 71 unitats fiscals que integraven 199 persones, la mediana anual d'ingressos fiscals per persona era de 18.906 €.

### Activitats econòmiques
Dels 5 establiments que hi havia el 2007, 1 era d'una empresa de fabricació d'altres productes industrials, 2 d'empreses de construcció, 1 d'una empresa financera i 1 d'una empresa classificada com a «altres activitats de serveis».
Els 2 serveis als particulars que hi havia el 2009 eren guixaires pintors.
L'any 2000 a Charbonnières-les-Sapins hi havia 9 explotacions agrícoles.

## Equipaments sanitaris i escolars
El 2009 hi havia una escola elemental integrada dins d'un grup escolar amb les comunes properes formant una escola dispersa.

## Poblacions més properes
El següent diagrama mostra les poblacions més properes.